# Numere fatale
Numere fatale stilizat ca NUMԐRE F4TALE (2009, titlu original Knowing) este un film SF americano-britanic regizat de Alex Proyas cu Nicolas Cage și Rose Byrne în rolurile principale. Inițial filmul era plănuit a fi realizat de câțiva regizori de la Columbia Pictures, dar în cele din urmă a fost realizat de studioul Escape Artists. A avut premiera la 20 martie 2009 în Statele Unite.

## Povestea
În 1959, o școală primară din Lexington, Massachusetts, sărbătorește deschiderea anului școlar cu un concurs în care elevii desenează ceea ce cred ei că se va întâmpla în viitor. Toți copiii creează lucrări vizuale, cu excepția Lucindei Embry. Ghidată de voci care îi șoptesc, Lucinda umple coala sa de hârtie cu o serie de numere. Înainte de a scrie ultimele numere, timpul alocat sarcinii expiră, iar profesoara adună desenele elevilor. A doua zi, Lucinda gravează cu unghiile numerele rămase pe ușa unui dulap din vestiar. Lucrările sunt depozitate într-o capsulă a timpului care este deschisă cincizeci de ani mai târziu. Elevii din prezent primesc desenele. Lucrarea Lucindei este dată lui Caleb Koestler, fiul în vârstă de nouă ani al profesorului de astrofizică la MIT și văduv, John Koestler.
John descoperă că numerele Lucindei reprezintă date calendaristice, numărul morților și coordonatele geografice ale dezastrelor majore din ultimii cincizeci de ani, inclusiv atentatul din Oklahoma City, atentatele din 11 septembrie 2001 și uraganul Katrina, iar trei nu au avut loc încă. Zilele următoare, John este martor la două dintre cele trei evenimente finale: un accident de avion și o deraiere accidentală a metroului din New York. John este convins că familia lui are un rol semnificativ în aceste incidente: soția lui a murit într-unul dintre evenimentele anterioare, în timp ce Caleb a fost cel care a primit mesajul Lucindei. Între timp, Caleb începe să audă și el aceleași voci șoptite ca și Lucinda.
John o urmărește pe fiica Lucindei, Diana și pe nepoata ei Abby, pentru a preveni ultimul eveniment. După o oarecare neîncredere inițială, Diana merge cu John în casa unde a copilărit Lucinda, unde găsesc o copie a gravurii lui Matthäus Merian cu „Carul ceresc al lui Iehova” descris de Ezechiel, în care este reprezentat un Soare mare. De asemenea, ei descoperă că ultimele două cifre ale mesajului Lucindei nu sunt numere, ci două litere E inversate, care se potrivesc cu mesajul lăsat de Lucinda sub patul ei: „Everyone Else / Toți ceilalți”, implicând un eveniment la nivel de extincție. În timpul căutării, Caleb și Abby, care au rămas adormiți în mașină, au o întâlnire cu ființele care sunt sursa șoaptelor. Diana îi dezvăluie lui John că mama ei i-a spus data la care va muri. O vizitează și pe profesoara Lucindei, care, în ciuda semnelor de boală Alzheimer, îi povestește despre zgârierea ușii de către Lucinda.

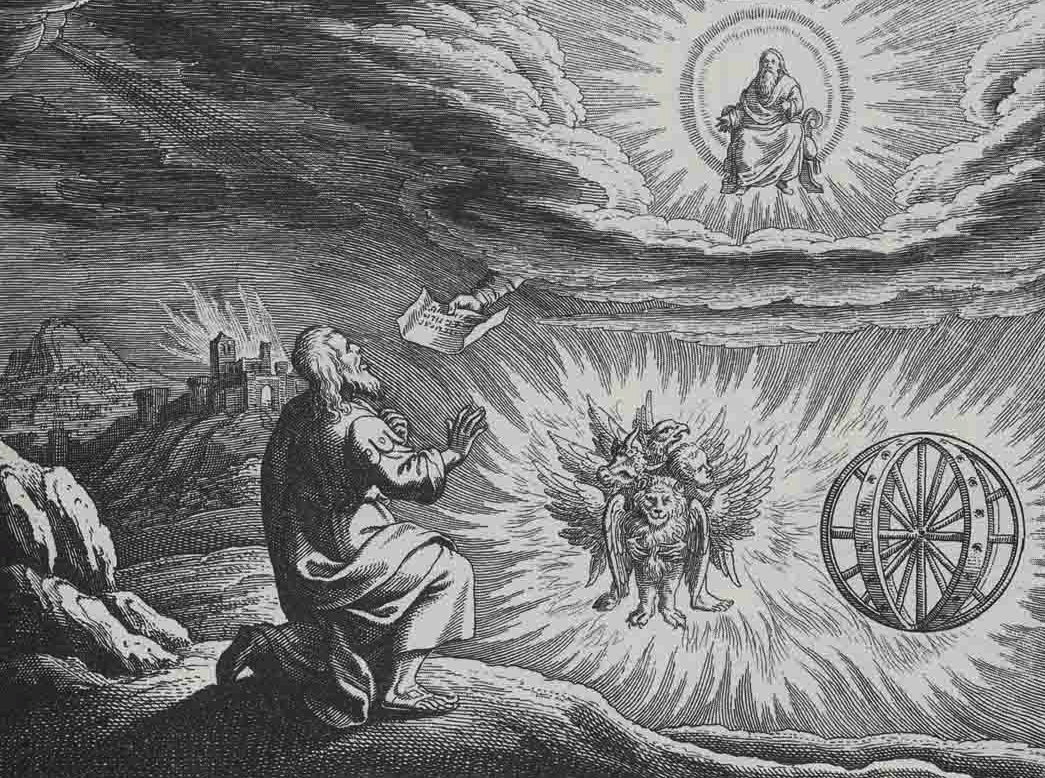
Viziunea lui Ezechiel cu Carul ceresc

A doua zi, Abby colorează soarele de pe gravură, ceea ce îi dă lui John o revelație. Se grăbește la observatorul MIT și află că o erupție solară masivă cu potențialul de a distruge toată viața va lovi Pământul la ultima dată indicată de mesaj. În timp ce Diana și Abby se pregătesc să se refugieze în peșterile din apropiere, John merge la școală și găsește ușa pe care Lucinda a gravat ultimele numere. El crede că acestea ar fi coordonatele unui loc în care ar putea scăpa de erupția solară. Sceptica și isterica Diana îi urcă pe Caleb și Abby în mașina ei și fuge spre peșteri.
La o benzinărie, ființele care șoptesc fură mașina Dianei cu Caleb și Abby înăuntru. Diana îi urmărește cu viteză mare într-un SUV furat, dar este ucisă într-o coliziune cu un camion la data pe care a prezis-o mama ei. Ființele îi duc pe Caleb și Abby spre casa Lucindei, unde John îi întâlnește la scurt timp după aceea. Ființele, acționând ca îngeri extratereștri, duc copiii în siguranță spre o arcă interstelară. Lui John i se spune că nu poate merge cu ei pentru că nu a auzit niciodată șoaptele (nu a fost ales), așa că îl convinge pe Caleb să plece cu Abby alături de cei doi iepuri pe care i-au găsit. Sunt urcați de ființe pe arcă care, împreună cu multe alte nave asemănătoare, părăsește Pământul.
În dimineața următoare, John decide să fie alături de familia sa când Soarele va lovi Pământul și conduce printr-un Boston haotic până la casa părinților săi, unde se împacă cu tatăl său de care era înstrăinat. Erupția solară lovește, distrugând toată viața de pe Pământ. Între timp, arca, împreună cu altele, îi lasă pe Caleb și Abby (și alți copii în fundal) pe o altă lume care seamănă cu un paradis pământesc și revine în spațiul cosmic. Cei doi aleargă printr-un câmp galben spre un copac mare, alb, misterios, care seamănă cu pomul vieții.

## Actori
- Nicolas Cage este Profesorul Jonathan "John" Koestler
- Rose Byrne este Diana Wayland / Lucinda Embry-Wayland
- Chandler Canterbury este Caleb Koestler
- Lara Robinson este Lucinda Embry / Abby Wayland / Young Diana Wayland
- Nadia Townsend este Grace Koestler
- Ben Mendelsohn este Profesorul Phil Beckman
- Alan Hopgood este Reverend Koestler
- Adrienne Pickering este Allison Koestler
- Liam Hemsworth este Spencer
- D.G. Maloney, Joel Bow, Maximillian Paul și Karen Hadfield sunt Străinii
- Alethea McGrath este Miss Taylor în 2009
- Danielle Carter este Miss Taylor în 1959